# Mainzer Knotenaufstand
Als Mainzer Knotenaufstand oder Knotenunruhen werden krawallartige Ausschreitungen in der Stadt Mainz zwischen dem 30. August und 3. September 1790 bezeichnet, bei der Studenten der kurfürstlichen Universität Mainz und Handwerker gewaltsam gegeneinander vorgingen und die öffentliche Sicherheit in der Stadt zeitweise zusammenbrach.
Der Name geht auf Knoten als (verächtliche) studentische Bezeichnung für Handwerksburschen zurück.

## Verlauf
Am Abend des 30. August kam es zu Übergriffen von Studenten auf Unterkünfte von Handwerksgesellen, nachdem sich zuvor Handwerksgesellen mit Studenten Schlägereien bei einer Tanzveranstaltung geliefert hatten. Die Handwerker ihrerseits reichten bei den städtischen Behörden Klage gegen die Studenten ein, diese aber wiesen diese Klagen ab und verwiesen auf die eigene Gerichtsbarkeit der Universität. Am 1. September griff ein wütender Mob von Handwerksgesellen und Lehrlingen aus den verschiedenen Zünften die Universität an und verprügelte die dort vorgefundenen Studenten. Der Geschichtsprofessor Nicolaus Vogt wurde bei einem Schlichtungsversuch schwer verletzt. Anschließend richteten die Studenten in der Universität erheblichen Sachschaden an.
Die städtischen Behörden sahen sich in dieser Situation überfordert. Gut zwei Drittel der Kurmainzer Armee befand sich zu diesem Zeitpunkt im Rahmen der Reichsexekution gegen Lüttich im Einsatz und die wenigen zum Polizei- und Wachdienst abgestellten Einheiten waren entweder über das ganze Land verteilt oder einfach zahlenmäßig unterlegen. Auch der Kurfürst und der Gouverneur der Festung weilten zu diesem Zeitpunkt nicht in der Stadt. Zudem fürchtete man eine Ausweitung der Unruhen und eine Kettenreaktion wie ein Jahr zuvor in Paris.
Als die randalierenden Handwerker bemerkten, dass es zu keiner Form von Gegenmaßnahmen seitens der Regierung kam, wurden sie selbstsicherer. Im Verlauf des folgenden Tages schlossen sich ihnen auch die Handwerksmeister an und gemeinsam begann man, Forderungen zu formulieren. Einige der Aufständischen nannten sich nun „Patrioten“ und verwendeten mit Kokarden und Trikoloren Symbole der Französischen Revolution, allerdings waren dies nur wenige Ausnahmen.
Die Mainzer Regierung, vor allem in der Gestalt des Staatsministers Gottlieb von Strauß und dem Bruder des Kurfürsten, Lothar von Erthal, bemühte sich um Verhandlungen mit den Zünften, während zugleich ein Hilfegesuch an den Landgrafen von Hessen-Darmstadt ging. Dieser entsandte eine 600 bis 800 Mann starke Truppe, die am 3. September Mainz erreichte und die Unruhen unblutig beendete. Es folgten in den folgenden Tagen eine ganze Reihe an Festnahmen, jedoch blieb es bei einfachen Haftstrafen für einige Handwerker und einige Ausweisungen von Studenten. Zudem wurden „alle Redereien, Gespräche gegen Religion, Sitte, Staat und landesherrliche Verordnungen“ am 10. September 1790 vom Kurfürsten summarisch verboten.